# Claremont (del av en befolkad plats)
Claremont är en del av en befolkad plats i Australien. Den ligger i kommunen Glenorchy och delstaten Tasmanien, i den sydöstra delen av landet, omkring 12 kilometer nordväst om delstatshuvudstaden Hobart. Antalet invånare är 7 504.
Runt Claremont är det tätbefolkat, med 411 invånare per kvadratkilometer.. Närmaste större samhälle är Hobart, omkring 12 kilometer sydost om Claremont. 
I omgivningarna runt Claremont växer i huvudsak städsegrön lövskog. Genomsnittlig årsnederbörd är 697 millimeter. Den regnigaste månaden är juli, med i genomsnitt 78 mm nederbörd, och den torraste är februari, med 41 mm nederbörd.